# Йоан Малала
Йоан Малала (на гръцки: Ἰωάννης Μαλάλας) е византийски летописец от сирийски произход.
Роден е οκоло 491 година в Антиохия. Умира през 578 година в Константинопол.

## Творчество
Неговият труд „Хронография“ или „Всемирна хроника" съдържа 18 книги. Началото и краят на произведението са изгубени, а запазената част започва с митичната история на Египет и завършва с африканските походи на император Юстиниан I, към средата на 6.век.
Тя е много популярна през Средновековието, въпреки че от гледна точка на по-късната историография има много недостатъци, като това, че:
| „ | - той съчетава важни исторически събития с най-причудливи легенди; описанието на някои от най-изявените исторически личности съжителствува с картината на фантастични природни явления. Текстът (особено първите петнадесет глави) изобилствува с деформации на историческите факти и явления, с многобройни грешки и анахронизми. | “ |

## Съвременни издания
- Английски превод:
  - Elizabeth Jeffreys, Michael Jeffreys, Roger Scott et al. 1986, The Chronicle of John Malalas: A Translation, Byzantina Australiensia 4 (Melbourne: Australian Association for Byzantine Studies) ISBN 0959363622.
- Гръцки оригинал:
  - Johannes Thurn (ed.) 2000, Ioannis Malalae Chronographia, Corpus fontium historiae Byzantinae 35 (Berlin, New York: Walter de Gruyter) ISBN 3110088002.

## Изследвания
- Москова, Йорданка. Eтиологическа легенда за царската багреница (според хрониките на Йоан Малала и Георги Амартол). – В: Преславска книжовна школа. Т. 8, Шумен, 2005, с. 227-230
- Москова, Йорданка. Трансформиране на античната митология за нуждите на християнската доктрина в Хрониката на Йоан Малала. – В: Епископ-Константинови четения. Т. 10. Шумен, 2005, с. 197-204
- Москова, Йорданка. Представите за сакралността на брака в Хрониката на Йоан Малала. – В: Трудове на Катедрите по история и богословие. Т. 9, Шумен, 2006, с. 100-105
- Москова, Йорданка. Функции на числото три в образа на Херакъл (по материал от първа глава от Хрониката на Йоан Малала). – В: Сборник научни доклади. Конференция на докторанти. Шумен, 2006, с. 76-79
- Москова, Йорданка. Троянският цикъл в трактовката на Йоан Малала. – В: Преславска книжовна школа. Т. 9, Шумен, 2006, с. 257-269
- Москова, Йорданка. Отсъствието на амброзията в Хрониката на Йоан Малала. – В: Преславска книжовна школа. Т. 10, Шумен, 2008, с. 244-249
- Москова, Йорданка. Античната митология в славянския превод на Хрониката на Йоан Малала. – В: Акы бъчела любодяльна: Юбилеен сборник в чест на доц. д-р Цветанка Янакиева, ст.н. с. II ст. д-р Павел Георгиев и доц. Валентин Кулев, В. Търново, 2010, с. 118-148
- Славова, Мирена. Орфическите стихове в славянския превод на Хронографията на Йоан Малала. – В: Езици и култури в диалог: Традиции, приемственост, новаторство. Конференция, посветена на 120-годишната история на преподаването на класически и нови филологии в Софийския университет „Св. Климент Охридски“. С., УИ, 2010,
- Москова, Йорданка. Митологични мотиви в Хрониката на Йоан Малала за произхода на царската институция и на владетелските инсигнии. – В: Преславска книжовна школа. Т. 12, Шумен, 2012, с. 210-221
- Москова, Йорданка. Император Юстиниан I и цар Симеон Велики – адепти на Античността. – В: Преславска книжовна школа. Т. 13, Шумен, 2013, с. 86-92
- Москова, Йорданка. Хрониката на Йоан Малала в Архивския хронограф. – В: Преславска книжовна школа. Т. 14, Шумен, 2014, с. 330-336
- Москова, Йорданка. Героите от античната митология според Хрониката на Йоан Малала. // Quadrivium. - В. Търново : Фабер, 2016, с. 237-257.
- Москова, Йорданка. Символиката на хиподрума в Световна хроника на Йоан Малала. // Преславска книжовна школа. Т. 18, Шумен, 2018, с. 211-216